# Chryzant (patriarcha Jerozolimy)
Chryzant (ur. 1663, zm. 1731) – prawosławny patriarcha Jerozolimy w latach 1707–1731.